# Global Alliance Against Traffic in Women
La Global Alliance Against Traffic in Women (GAATW) est un réseau de plus de 80 organisations non gouvernementales de toutes les régions du monde, qui partagent une profonde préoccupation pour les femmes, les enfants et les hommes dont les droits humains ont été violés par la pratique criminelle de la traite des êtres humains. La GAATW s'engage à œuvrer pour des changements dans les systèmes et structures politiques, économiques, sociaux et juridiques qui contribuent à la persistance de la traite des personnes et d'autres violations des droits de l'homme dans le contexte des mouvements migratoires à des fins diverses, y compris la sécurité du travail et des moyens de subsistance . Il a été fondé en 1994 par plusieurs militantes féministes.

## Méthode
GAATW applique une approche des droits de l'homme à la traite, ce qui signifie:
- Se concentrer sur les droits humains des personnes victimes de la traite et des personnes en situation de vulnérabilité, dans toutes les activités de lutte contre la traite;
- Reconnaissant l'égalité de toutes les personnes pour exercer, défendre et promouvoir leurs droits de l'homme, universels et indivisibles
- Non-discrimination pour quelque motif que ce soit, y compris l'ascendance ethnique, l'âge, l'orientation ou la préférence sexuelle, la religion, le sexe, l'âge, la nationalité et la profession (y compris le travail dans les secteurs informels tels que le travail domestique, le travail du sexe, etc.)
- Primauté des principes de responsabilité, participation et inclusivité / non-discrimination dans les méthodologies de travail et les structures et procédures organisationnelles. À cet égard, l'auto-représentation et l'organisation des personnes directement touchées par la traite sont fortement encouragées et soutenues.

## Activités
Le travail de GAATW est structuré autour de trois grandes orientations thématiques stratégiques:
- La responsabilité, qui vise à accroître la responsabilité de toutes les parties prenantes de la lutte contre la traite impliquées dans la conception ou la mise en œuvre des réponses anti-traite, envers les personnes dont elles prétendent protéger les droits humains.
- Accès à la justice, qui vise à élargir les espaces permettant aux personnes victimes de la traite et aux travailleurs migrants de pratiquer leurs droits humains en améliorant l'accès à la justice et en luttant contre toutes les formes de discrimination qui ont un impact sur la capacité des femmes à exercer leurs droits humains dans le cadre de la traite.
- Power in Migration and Work, qui centre une analyse du pouvoir des femmes dans leur travail et leur migration afin de mieux évaluer l'impact des politiques de migration et du travail sur les femmes, et de travailler à des processus de travail et de migration qui reflètent les besoins, les aspirations et les capacités des migrants.

GAATW sert également ses membres à travers le plaidoyer international, la recherche et la communication stratégique.
Les organisations ont produit un certain nombre de publications fondamentales qui ont remis en question et amélioré la compréhension de la traite des êtres humains, parmi lesquelles:
- Traite des femmes, travail forcé et pratiques analogues à l'esclavage[2] (1997) - la première enquête mondiale sur la traite des êtres humains dans le contexte de la prostitution, du mariage et du travail domestique
- Normes des droits de l'homme pour le traitement des personnes victimes de la traite[3] (1999) - un ensemble de normes relatives aux droits de l'homme qui peuvent être utilisées pour protéger les droits des personnes victimes de la traite.
- Dommages collatéraux - L'impact des mesures de lutte contre la traite sur les droits de l'homme dans le monde[4] (2007) - une recherche menée dans huit pays à travers le monde mettant en évidence comment les politiques de lutte contre la traite sont couramment utilisées pour enfreindre les droits de l'homme de groupes de personnes, comme les femmes, les migrants et les travailleurs du sexe.
- Quel est le coût d'une rumeur? Un guide pour trier les mythes et les faits sur les événements sportifs et la traite[5] (2011) - qui a contesté la fausse croyance largement répandue selon laquelle les grands événements sportifs conduisent à une augmentation de la traite des êtres humains[6].

Depuis 2012, GAATW publie l'Anti-Trafficking Review - la première revue à comité de lecture en libre accès dédiée spécifiquement à la traite des êtres humains.